# إدموند فيلبس
إدموند ستروثر فيليبس (بالإنجليزية: Edmund Strother Phelps)‏. ولد في 26 يوليو1933, وهو أستاذ الاقتصاد في جامعة كولومبيا منذ 1982 وفاز عام 2006 بجائزة نوبل في الاقتصاد.
و هو مشهور لعمله في العام الستينيات حول النمو الاقتصادي وتحديدا القاعدة الذهبية لسعر الفائدة للادخار والتي تعنى بما يجب إنفاقه اليوم وبالمقابل كم علينا الادخار للأجيال المستقبلية.
أما أكثر أعماله الإبداعية فهي المقدمة في التوقعات المتعلقة بالمؤسسات الصغيرة وتطبيقها على محددات العمالة والتغيرات في الأجور، مما قاد إلى نظريته المعدل الطبيعي للبطالة وكيفية تحديد حجمها وكيف يمكن لقوى السوق اشتقاق البطالة منها.

## سيرة قصيرة
ولد في 26 يوليو 1933, عمل أستاذا بالاقتصاد في جامعة كولومبيا منذ 1982 لمدة 37 عام. فاز عام 2006 بجائزة نوبل في الاقتصاد. وهو مشهور لعمله في العام الستينيات حول النمو الاقتصادي وتحديدا القاعدة الذهبية لسعر الفائدة للادخار والتي تعنى بما يجب أنفاقه اليوم وبالمقابل كم علينا الادخار للأجيال المستقبلية. أما أكثر أعماله الإبداعية فهي المقدمة في التوقعات المتعلقة بالمؤسسات الصغيرة وتطبيقها على محددات العمالة والتغيرات في الأجور. مما قاد إلي نظريته «المعدل الطبيعي للبطالة» وكيفية تحديد حجمها وكيف يمكن لقوى السوق اشتقاق البطالة منها. عمل ادموند فيلبس في إدارة الاقتصاد في كولومبيا عام 1971. كان عضوا في الفريق الدولي على السياسة الاقتصادية للالفرنسي في باريس في التسعينات.وشارك في تنظيم المؤتمر السنوي ليلا موندراغوني ندوة في جامعة روما  تور فرغاتا من عام1990إلي عام2000. كانأيضا عضو المجلس الاستشاري الاقتصادي للمصرف الأوروبي. كانمستشار في وزارة الخز أنة الأمريكية واللجنة المالية في مجلس الشيوخ الأميركي ومجلس الاحتياطي الاتحادي. ومن أهم أعماله لا حياد المالية نحو النمو الاقتصادي عام 1965. القواعد الذهبية للنمو الاقتصادي عام 1966. له دراسات مختارة في الدراسات النظرية الاقتصادية الكلية عام1980.له كتب الاقتصاد السياسي عام 1985. محاضرات سبع مدارس الفكر الاقتصادي الكلي (اوكسفورد،1990). أنتخب لاكاديميه العلوم الوطنية (الولايات المتحدة) في عام1981. كان متميزا من أبناء الرابطة الاقتصادية الأمريكية في عام 2000. وهو أيضا نائب الرئيس السابق للرابطة وزميل في الاقتصاد والمجتمع في الاكاديميه الأمريكية للعلوم والفنون واكاديميه نيويورك للعلوم. كان زميلا في غوغنهايم عام 1978وزميل في مركز الدراسات المتقدمة في علم السلوك في الفترة (1969-1970) وباحث زائر في مؤسسة راسل سيج في الفترة (1993-1994) وهو حاصل على درجة الدكتوراه من جامعة ييل في عام 1959. وفي عام 1985 حصل على درجة فخرية من كلية امهيرست. في عام 2001 حصل على دكتوراه فخرية من جامعة في لندن، ومن جامعة روما «تور فرغاتا» في أكتوبر عام2003 من جامعة نوفا، وفي عام 2004 من جامعة باريس. في أكتوبر عام 2004 من جامعة آيسلندا. وكان أستاذا فخريا في جامعة رنمينبكينفي مايو 2004.
أهم أعماله
1- كتابه«نظرية سياسة التضخم والبطالة» عام1972. حيث يناقش نظريات سياسة التضخم والبطالة التي وضعت في أواخر الستينات.
2- أوراقه «في الأصول وتطوير المعدل الطبيعي للبطالة» عام 1995.
3- مقاله «الحياة الاقتصادية» الصادرة في هيرتجي ارنولد (محرر)، صناع الاقتصاد الحديثة، المجلد الأول.الث أني عام1995.
4- «القاعدة الذهبية لتراكم رأس المال».وقد نشرت في الاستعراض الاقتصادي الأمريكي، المجلد51 أيلول / سبتمبر 1961.
5-مختارات فيلبس التي نشرت عام 1970 تحت عنوانالجزئي أسس التوظيف والتضخم نظرية (فليبس وآخرون).
6 - «القواعد الذهبية للنمو الاقتصادي» عام1966.
7- «نماذج من التقدم التقني والأبحاث القاعدة الذهبية» عام 1966.
8- «استقرار السياسة النقدية في ظل التوقعات المنطقية» عام 1977.
أن الأهداف الرئيسية للسياسة هي العمالة الكاملة واستقرار الأسعار والنمو السريع ولكن يواجه السياسة صعوبة صراع هذه الأهداف مثل كيف تحقيق التوازن التضخم والبطالة أيضا المبادلة بين الاستهلاك الحالي واستهلاك الأجيال المقبلة وكيفية التوازن بينهم. عمل ادموند س فيلبس على تفاهمنا كل من هذه المبادلات.وقد أكد توزيع الرفاهية على مر الزمن لايتوقف فقد على مسألة الادخار وتكوين رأس المال وأنما أيضا على التوازن بين التضخم والبطالة.كان لتحليلات فيلبس اثر عميق في النظرية الاقتصادية فضلا عن السياسات الاقتصادية الكلية.

## إسهامات فليبس
تميز فليبس بعديد من أعماله الإبداعية.كما أن إسهامات فيلبس فتحت أبواب البحث فيما بعد كانلها تأثير عميق على النقاش حول السياسة الاقتصادية.
حيث كان هناك تساؤل عن نسبة إجمالي تكوين رأس المال في شكل رأس المال المادي والبشري وهي (التعليم والبحث والتطوير) بمعنى أي جزء من الدخل القومي يجب أن ينفق وكم ينبغي أن يستثمر لزيادة رأس المال ومن ثم زيادة ال إنتاج والاستهلاك.فكان ذلك السؤال الحاسم لتوزيع الاستهلاك والرفاهية عبر الأجيال. فقد قام في الستينات بعمل مشهور حول النمو الإقتصأدى وتحديد القاعة الذهبية لسعر الفائدة للادخار والتي تعنى ما يجب أنفاقه اليوم وبالمقابل كم علينا الادخار للأجيال المستقبلية. أو ماسمها فيلبس في مقاله الأول عام 1961 بالقاعدة الذهبية في تكوين رأس المال (gold rule of capital)عبر الأجيال فمن مفترض أن الهدف هو تحقيق أقصى استهلاك للفرد وأن يستمر في المدى البعيد. ويشير مصطلح القاعدة الذهبية إلي أخلاقيات التبادل. بمعنى أن مستوى الاستهلاك يجب أن يكون واحد بالنسبة لجميع الأجيال.
وتنص القاعدة على أنه
«يجب أن يكون معدل الادخار مرتفع بما فيه الكفاية للحفاظ على رأس المال بما يحقق عودة سعر الفائدة الحقيقي الذي يساوى معدل النمو في الاقتصاد.»
وقد ذكر ذلك الايس موريس من قبل ولكن تحليل فليبس كان له تأثير أكبر على الأبحاث اللاحقة.
-كما قام فيلبس أيضا بتحليل دور الاستثمار في التعليم (رأس المال البشري) والبحث والتطوير في عملية النمو وبينت القاعدة الذهبية أنه يمكن تعميمها من اجل تحقيق أقصى استهلاك في المدى الطويل من البحث وتطوير الاستثمارات التي ترفع مستوى التقنية حتى نصل إلي مستوى يساوي معدل النمو في الاقتصاد.ففي عمل مشترك قام فليبس مع ريتشارد نيلسون في عام 1966 على كيفية تحسين التعليم حتى يسهل نشر التكنولوجيا الجديدة مما يجعل من الأسهل على البلد أن الفقيرة اللحاق بالبلد أن الغنية.حيث أوضحت البحوث الأخيرة أن نمو الناتج المحلي الإجمالي يعتمد على المخزون القائم من الرأسمال البشري وليس فقط معدلات نموها.
النقد الذي وجه إلي فليبس في هذا الشأن
أن تحليلات فيلبس مقصورة على تحليل مقارنة المدى الطويل وبذلك افتراض أن الاقتصاد كان موجود «منذ البداية».كما أن عملية تغيير نسبة الادخار من مستوى إلي آخر قد يخلق نزاعات توزيعيه فإذا كانت الزيادة في معدل المدخرات اللازمة لتحقيق القاعدة الذهبية لرفاهية الأجيال القادمة ف أن الجيل الحالي سيخسر. ل أن الجيل الحالي عليه خفض استهلاكه من اجل إنقاذ الأجيال اللاحقة.

## روابط خارجية
- إدموند فيلبس على موقع الموسوعة البريطانية (الإنجليزية)
- إدموند فيلبس على موقع مونزينجر (الألمانية)
- إدموند فيلبس على موقع إن إن دي بي (الإنجليزية)